# Skógar
Skogár é uma pequena localidade islandesa, situada a sul do glaciar Eyjafjallajökull. Tem cerca de 25 habitantes, e pertence à Comuna de Rangárþing eystra. Fica na proximidade da queda de água de Skógafoss - uma conhecida atração turística.